# Isabella Goodwin

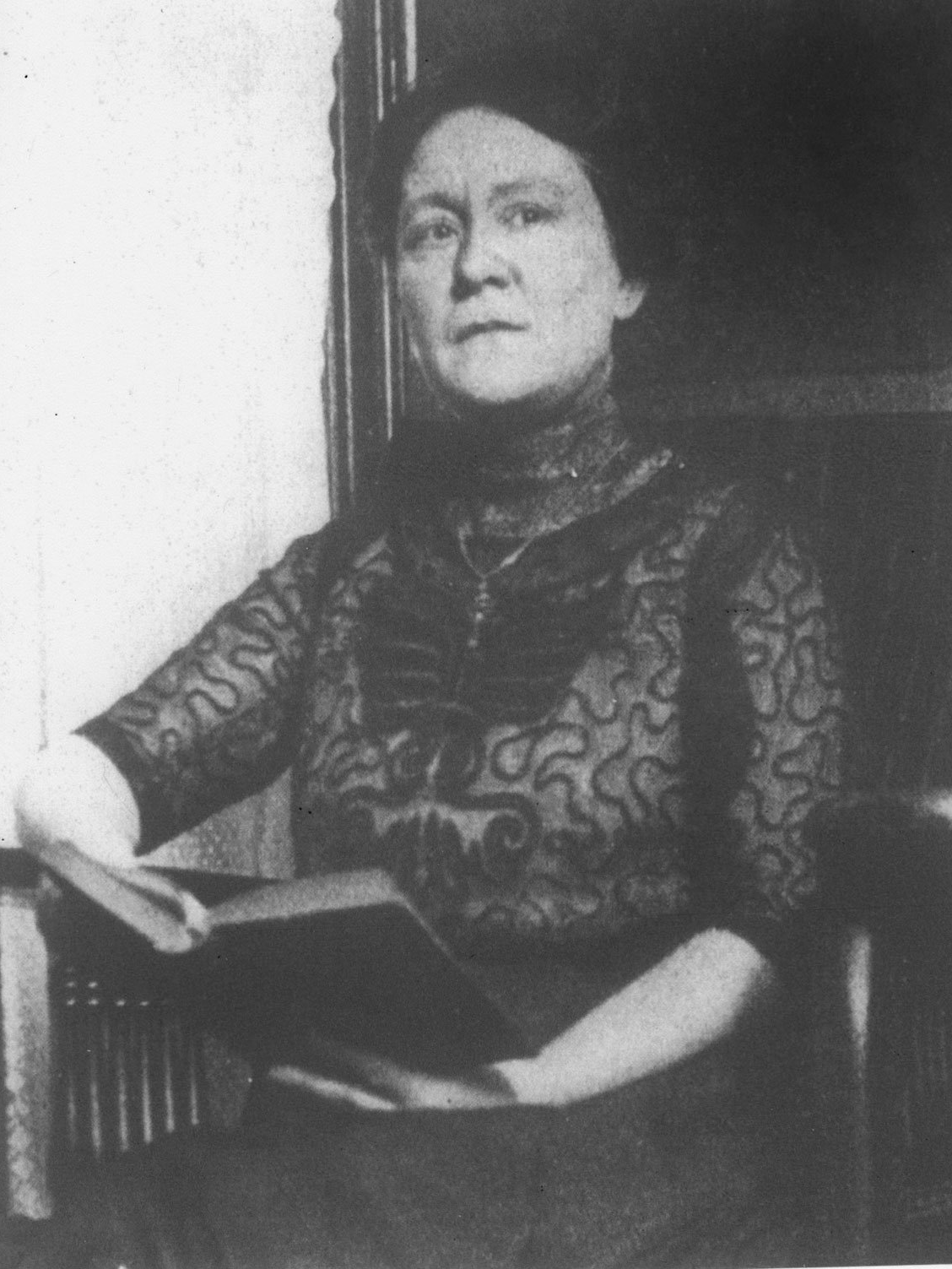
Isabella Goodwin

Isabella Goodwin (* 20. Februar 1865 in Greenwich Village, Manhattan, Vereinigte Staaten; † 26. Oktober 1943 in New York City, Vereinigte Staaten) war eine US-amerikanische Polizistin und Detektivin. Sie war die erste Detektivin in New York City und leitete dort in den 1920er Jahren das neu gegründete Women's Bureau des NYPD, das sich auf Fälle von Ausreißern, Sexarbeiterinnen und Opfern häuslicher Gewalt konzentrierte.

## Leben und Werk
Goodwin war die Tochter von James Loghry und Anne Jane Monteith aus Irland, die beide ein Hotel und Restaurant in Lower Manhattan besaßen. Mit 19 Jahren heiratete sie einen Streifenpolizisten beim NYPD, John Goodwin, mit dem sie drei Söhne und eine Tochter bekam. 1896 verstarb ihr Ehemann. Es war üblich, dass das NYPD Witwen von Beamten einstellte. Sie bestand die Beamtenprüfung und wurde Oberaufseherin im 8. Revier in der MacDougal Street und später in der Mercer Street in Greenwich Village.
Die ersten Gefängnisoberschwestern wurden 1845 im Manhattan House of Detention und im Blackwell's Island Asylum, der ersten städtischen Nervenheilanstalt des Landes, eingesetzt. Nach dem Übergriff auf eine junge Gefangene erweiterte der Polizeikommissar und spätere US-Präsident Theodore Roosevelt 1891 die Aufgaben auf die Betreuung weiblicher Opfer von Straftaten und von Fällen mit Kindern. Goddwin spezialisierte sich darauf, Wahrsager, Astrologen, Zauberer, Quacksalber und Spieler zu entlarven. Sie beschaffte Beweise gegen über 500 Betrüger, oft verdeckt und als Spielerin oder Dame der Gesellschaft getarnt.
1912 hatte sie eine zentrale Rolle bei der Aufdeckung eines aufsehenerregenden Banküberfalls in Manhattan, bei dem Kriminelle 25.000 Dollar stahlen und zwei Angestellte verletzten. Als die Nachricht von dem Banküberfall landesweit Schlagzeilen machte, bat die Polizei Goodwin, sich als Dienstmädchen auszugeben und in einer Pension Beweise zu finden, um den Verdächtigen Eddie Kinsman zu verhaften, der dort regelmäßig seine Geliebte besuchte.
Ihre Arbeit führte direkt zu Kinsmans Verhaftung und der Zerschlagung der Machenschaften seiner Bande. In Anerkennung ihres Erfolgs wurde sie zur Detective befördert und war damit die erste Frau in der Geschichte des NYPD, die einen solchen Titel und den Rang eines Detective Lieutenant ersten Grades erhielt. Zu dieser Zeit war ein Sohn ebenfalls Polizist und ihre Tochter Kaufhausdetektivin.
1921 wurde sie Leiterin des neuen Frauenbüro des NYPD, bestehend aus 26 Beamtinnen, die mit der Betreuung von Fällen betraut waren, in denen es um Prostituierte, Ausreißerinnen, Schulschwänzerinnen und Opfer häuslicher Gewalt ging.
Sie heiratete 1921 den dreißig Jahre jüngeren Solisten Oscar Seaholm und arbeitete nach ihrer Heirat weiter, was damals für eine Frau nicht üblich war. Goodwin ging 1926 nach drei Jahrzehnten im öffentlichen Dienst in den Ruhestand und starb 1943 im Alter von 78 Jahren an Darmkrebs. Sie wurde auf dem Green-Wood Cemetery in Brooklyn begraben.